# Katarzyna Klisowska
Katarzyna Klisowska (ur. 2 lutego 1983) – polska lekkoatletka, specjalizująca się w skoku w dal, medalistka mistrzostw Polski, brązowa medalistka mistrzostw Europy juniorek (2001)

## Kariera sportowa
Była zawodniczką MKS MOS Wrocław i AZS-AWF Wrocław.
W 2001 została wicemistrzynią Polski seniorek, w 2003 halową wicemistrzynią Polski seniorek.    
Jej największym sukcesem na arenie międzynarodowej był brązowy medal mistrzostw Europy juniorek w 2001, z wynikiem 6,26. Reprezentowała także Polskę na mistrzostwach świata juniorów młodszych w 1999 (11. miejsce, z wynikiem 5,69), mistrzostwach świata juniorów w 2002 (9. miejsce, z wynikiem 5,95, w eliminacjach 6,27), młodzieżowych mistrzostwach Europy w 2003 (10. miejsce, z wynikiem 6,21, w eliminacjach 6,36) oraz w superlidze Pucharu Europy w 2002, gdzie zajęła 6. miejsce, z wynikiem 6,21.
Do lutego 2022 była halową rekordzistką Polski juniorek w skoku w dal, z wynikiem 6,38 (18.01.2002).
Rekord życiowy w skoku w dal: 6,41 (23.06.2002).